# Edgar Stanley Freed
El Dr. Edgar Stanley Freed, fue un ingeniero estadounidense que desarrolló su carrera profesional en torno a la búsqueda de métodos más eficientes para la extracción del salitre.
Su llegada a Chile en 1922 se situó en los tiempos de decadencia del auge salitrero, tras la creación del denominado salitre sintético. A recién 4 años de haberse doctorado en MIT, fue a Chile para erigir y operar una planta piloto para la extracción de nitrato, y tras eso comenzó su objetivo de levantar esta industria.
Durante más de 28 años hasta su fallecimiento en 1950, se dedicó a encontrar un método eficiente y económico para la extracción del salitre, habiendo logrado ser parte de la creación del Sistema Guggenheim; contribuir en el descubrimiento y estudio de los subproductos del caliche, y crear el Sistema de Evaporación Solar aplicable a través de una sencilla mezcla auto sellante, conocida en su honor como “Cemento Freed”, que sin duda fue la clave para la permanencia y progreso de esta industria.
Según la revista Time, mediante el uso a gran escala del proceso del Dr. Freed, las compañías de nitratos pudieron comenzar a comercializar valiosos nuevos productos, tales como sulfato de sodio (para la fabricación de papel), sulfato de magnesio (para curtir y teñir) y bórax (para vidrio), entre otros.
En 1956, Eduardo Frei Montalva dedicó unas líneas al Dr. Freed, en su libro “Pensamiento y Acción”: “Con justicia, una conocida revista técnica, refiriéndose al “cemento Freed”, decía que es “una proeza que el país no ha valorado ni agradecido suficientemente””.
Sus investigaciones y creaciones han sido ampliamente utilizadas en el desierto de Atacama, y en la actualidad, el uso del Sistema de Evaporación Solar es principalmente usado por SQM con más de 200 lagunas en la pampa nortina.

## Publicaciones del Dr. Freed
- “El examen de las mezclas de zinc de Tennessee para la obtención de indio, 1913.[4]
- Una investigación termodinámica de reacciones que involucran sulfuro de plata y yoduro de plata (junto a Arthur Amos Noyes), 1920.[5]
- El equilibrio entre el óxido nítrico, el peróxido de nitrógeno y las soluciones acuosas de ácido nítrico (junto a Charles L. Burdick), 1921.[6]
- Sulfato de Sodio de Chile: Un resumen del método de producción, 1933.[7]
- El procedimiento Guggenheim para la recuperación del nitrato y algunos comentarios sobre las posibilidades de los subproductos, 1942.[8]

## Selección de artículos donde se destaca el legado del Dr. Freed
- “La industria salitrera chilena”, Belisario Díaz Ossa, 1926[9]
- “La alimentación mundial, el consumo progresivo de abonos y el salitre de Chile”, Javier Gandarillas Matta, 1948[10]
- “Características y desarrollo de la industria”, Evolución de la economía nacional, Estructura de la economía, Geografía Económica, 1950[11]
- “La importancia del proceso de evaporación solar para la industria del Salitre”, Roberto Fiedler, 1955[12]
- “Chile: una nueva vida en el desierto”, revista TIME, edición latinoamericana, 30 de abril de 1956.
- “Rehabilitación y diversificación de la Industria”, Seminario de Problemas Regionales, 1957[13]
- “Las nuevas técnicas”, Pensamiento y Acción, Eduardo Frei Montalva, 1958[14]
- “El descubrimiento del Dr. Freed”, Salitre, harina de luna llena, Ana Victoria Durruty, 1993[15]
- ”Para una historia del salitre en el siglo XX (1924-1954)”, Pablo Muñoz Acosta, 2014[16]
- “La planta experimental del Sistema Guggenheim en la oficina salitrera Cecilia de Antofagasta (1922-1923)”, Patricio Espejo Leupin, 2019[17]
- “La mecanización de la industria salitrera en Tarapacá: la oficina “Victoria” en 1945, a través de los informes inéditos de H. M. Crozier y E. S. Freed”, Patricio Espejo Leupin, 2022[18]

## Libros donde se destaca el legado del Dr. Freed
- "Edgar Stanley Freed, los Guggenheim y la Industria del Salitre", Patricio Espejo Leupin, 2021: este libro rescata del olvido varias historias. Cuenta en detalle la vida y obra de Edgar Stanley Freed, así como también analiza la actividad de la familia Guggenheim y de las compañías productoras norteamericanas, junto a parte de la rica historia técnica y científica del salitre.
- "El hombre que más sabía de caliche en el mundo", Gabriel Meruane y Beatriz Oelckers, 2024: este libro contiene la historia y contribuciones del Dr. E. Stanley Freed en la Pampa Salitrera.